# Conquesta àrab d'Egipte
Al principi de la conquesta àrab d'Egipte, Egipte formava part de l'Imperi Romà d'Orient, amb capital a Constantinoble, tot i que havia estat conquerit una dècada abans per l'Imperi Sassànida dirigit per Còsroes II (606-629). L'emperador Heracli reconquerí Egipte després d'una sèrie de campanyes contra els sassànides, per perdre'l deu anys més tard contra el primer califat. Abans de la invasió àrab d'Egipte, l'Imperi Romà d'Orient ja havia perdut, en mans dels àrabs, el Llevant i el regne gassànida, aliat àrab dels romans. Tot això deixà l'Imperi Romà d'Orient molt exposat i vulnerable als invasors.

## Egipte romà d'Orient
Al principi del segle vii, Egipte formava part de l'Imperi Romà d'Orient. La classe dirigent, que en general parlava grec, es contraposava al poble, que parlava copte. El país era governat des d'Alexandria i des de l'antiga capital de Memfis, on es trobava la gran fortalesa de Babilònia, al marge oriental del Nil. A més, diverses ciutats fortificades arreu del país eren usades pels romans com a centres militars i recaptatoris.
L'aïllament geogràfic no era l'únic motiu de separació amb la resta de l'imperi. El credo de Calcedònia professat per Constantinoble defensava la doctrina de la doble naturalesa de Crist, amb una naturalesa divina i una d'humana. Els cristians egipcis, per contra i tal com mantenen actualment les esglésies ortodoxes orientals, defensaven el miafisisme com a posició cristològica, de manera que Crist tindria una sola naturalesa. Malgrat el Concili de Calcedònia, celebrat l'any 451, havia afavorit les posicions romanes, Egipte es mantingué miafisita. Així, malgrat que els defensors de la doble naturalesa de Crist ocupaven les principals esglésies d'Alexandria, els egipcis miafisites foren capaços de construir o reconstruir els seus propis monestirs i esglésies, sota l'autoritat del patriarca Anastasi d'Alexandria.
El fracàs de la invasió sassànida de l'Imperi Romà d'Orient va revertir els dos imperis a l'statu quo ante bellum amb la retirada dels sassànides de tots els territoris ocupats i el retorn de la Vera Creu als romans d'Orient i l'exhauriment dels dos imperis, que van quedar vulnerables a l'expansió de l'islam.

## Invasió àrab d'Egipte

### Creuament de la frontera

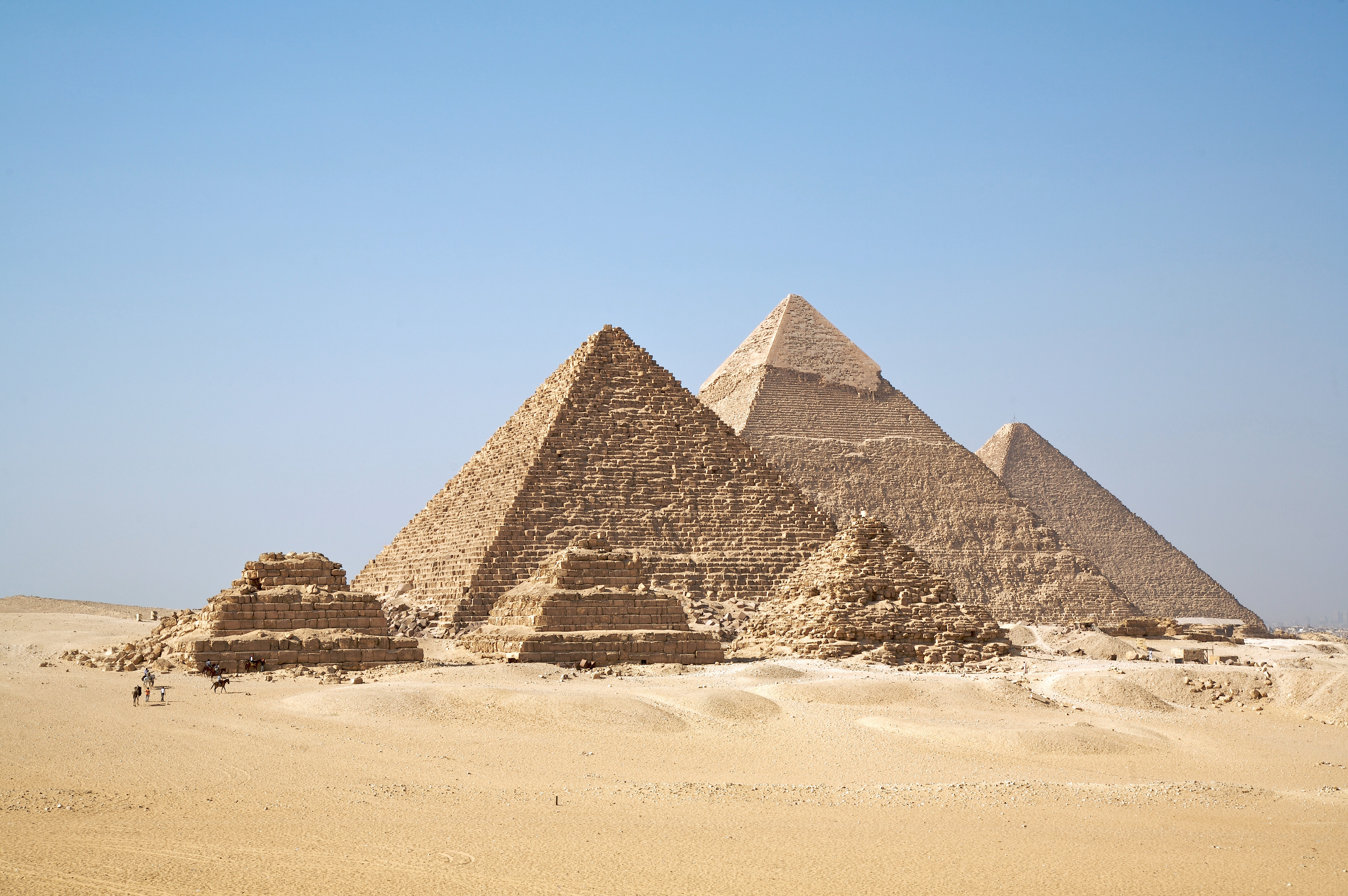
Piràmides de Gizeh.

El desembre del 639 Amr ibn al-As es dirigí a Egipte amb 4.000 soldats. La majoria pertanyien a la tribu àrab d'Ak, malgrat que al-Kindí menciona que una tercera part dels soldats pertanyien a la tribu àrab dels Ghafik. A més dels àrabs, entre els soldats hi havia alguns romans i perses convertits a l'islam. Poc després, el califa Úmar reconsiderà les seves ordres, pensant que era massa atrevit conquerir un país com Egipte amb només 4.000 homes. Així, va escriure una carta a Amr ordenant-li la retirada, però afegint: 
| « | Si reps aquesta carta després d'entrar a Egipte, pots continuar. Al·là t'ajudarà i jo t'enviaré els reforços necessaris. | » |

El missatger, Uqba ibn Amr, es trobà amb l'exèrcit a Rafah, una mica abans de la frontera egípcia. Imaginant el contingut de la carta, Amr accelerà el pas de l'exèrcit, i digué al missatger que rebria la carta del califa al final del dia, quan l'exèrcit acampés. Uqba, que no coneixia el contingut de la carta, hi va estar d'acord. Finalment l'exèrcit acampà a Shajratein, una petita vall prop de la ciutat d'Al-Arix, ja dins territori egipci. Amr va rebre allà la carta de Úmar, i després consultà amb els seus companys quina havia de ser la seva resposta: van decidir que, ja que havien rebut la carta en sòl egipci, podien continuar. Amr contestà al califa:
| « | Hem rebut la vostra carta quan ja havíem arribat a Egipte. Per tant, en compliment del destí, hem continuat cercant la benedicció de Déu. | » |

Quan Úmar rebé la resposta, decidí esperar noves notícies, i començà a agrupar nous soldats a Medina, per tal de ser enviats cap a Egipte com a reforços. El dia de la festa del sacrifici, l'exèrcit musulmà anà de Shajratein fins a Al-Arix, una petita ciutat sense exèrcit. La ciutat no oposà resistència, i els ciutadans es rendiren en els termes habituals. D'aquesta manera, els soldats musulmans hi pogueren celebrar la festa del sacrifici.

### Caiguda de Pelúsion i Bilbeis
A finals de desembre del 639 o a principis de gener del 640, l'exèrcit musulmà arribà a Pelúsion, ciutat quarter dels romans, que era considerada com la porta oriental d'Egipte. El setge durà dos mesos, i el febrer del 640 Huzaifah ibn Wala dirigí l'assalt final, capturant les fortificacions i la ciutat. Armanousa, filla de Cir, que resistí els atacs musulmans a Pelúsion, fou feta presonera, i enviada posteriorment al seu pare a la fortalesa de Babilònia.
Les baixes de l'exèrcit àrab foren substituïdes gràcies a grups de beduïns del Sinaí, que s'uniren als invasors en la conquesta d'Egipte. Aquests beduïns pertanyien a les tribus de Raixida i Lakhm. La facilitat que Pelúsion caigué en mans dels àrabs, i la manca de reforços romans és sovint atribuïda a la traïció del governador d'Egipte, Cir, que era a la vegada el patriarca melquita d'Alexandria. Ell fou un dels autors del monotelisme, que més tard fou considerat herètic, i podria haver-se convertit a l'islam en secret.
Després de la caiguda de Pelúsion l'exèrcit musulmà assetjà Bilbeis, situada a uns 65 km de Memfis, i per primera vegada els romans hi oposaren una certa resistència. Dos monjos cristians, acompanyats pel governador Cir d'Alexandria i el general Aretion sortiren de la ciutat per negociar amb Amr ibn al-As. Aretion era el governador romà de Jerusalem, d'on n'havia escapat quan la ciutat fou conquerida pels musulmans. Amr els oferí tres opcions: que es convertissin a l'islam, que paguessin la jizya, o que lluitessin. Van demanar tres dies per reflexionar, i després, segons at-Tabarí, en demanaren dos més. Finalment, els dos monjos i el general romà decidiren rebutjar l'islam i el pagament de la jizya i lluitar contra els musulmans, desobeint així Cir, que volia rendir-se i pagar la jizya. Cir abandonà la ciutat cap a la fortalesa de Babilònia, mentre que els dos monjos i Aretion decidiren lluitar. La batalla comportà la victòria musulmana i la mort d'Aretion. El cap àrab intentà convèncer els egipcis per tal que l'ajudessin i rendissin la ciutat, basant-se en el parentiu entre egipcis i àrabs a través d'Agar. Després del rebuig dels egipcis a rendir-se, el setge de Bilbeis continuà fins a la seva caiguda, un mes més tard, a finals de març del 640. Amb la caiguda de Bilbeis, els àrabs es trobaven a només un dia de camí de l'extrem sud del delta.

### Setge de Babilònia

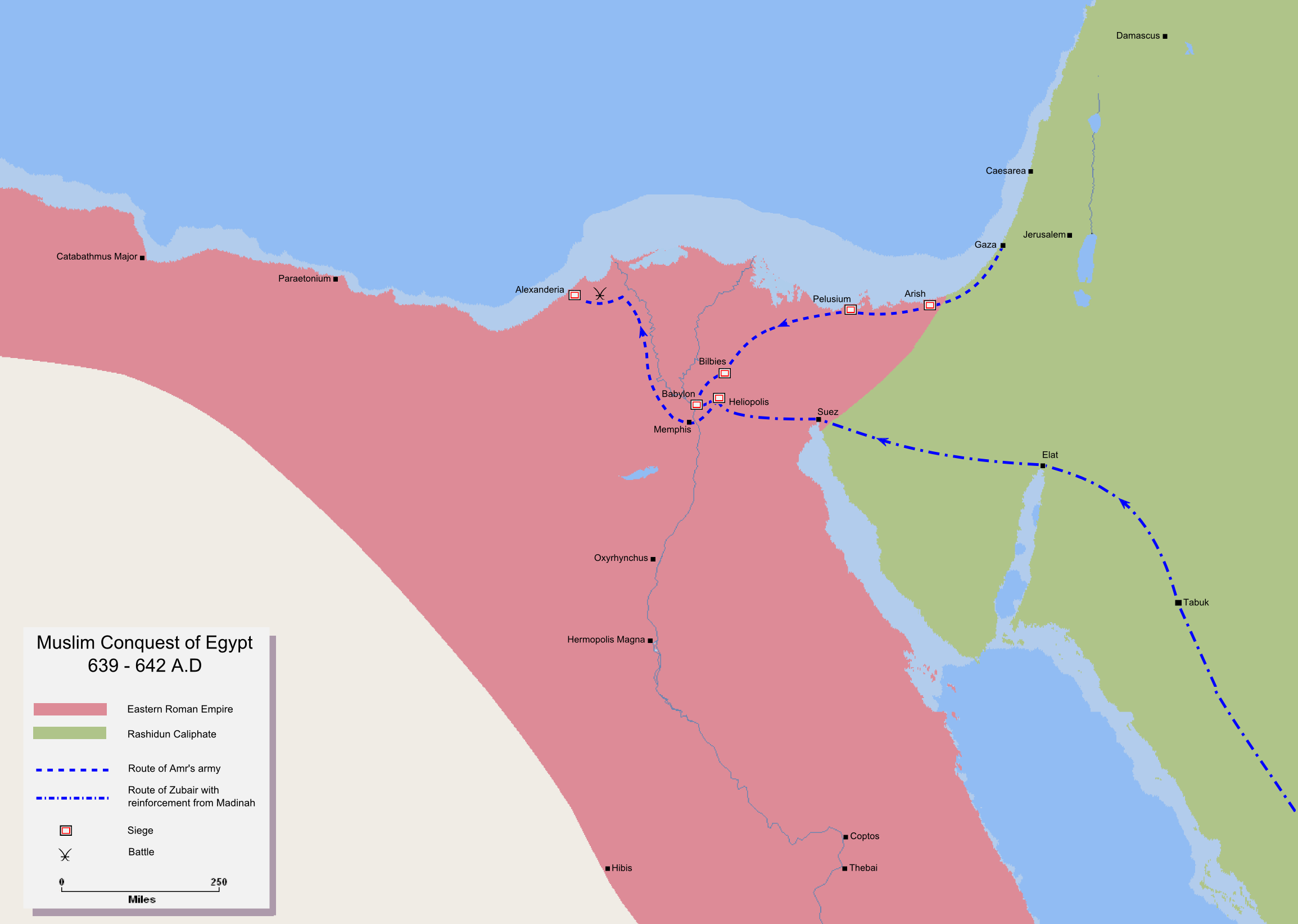
Ruta seguida pels invasors àrabs d'Egipte.

Havien pensat que la conquesta d'Egipte seria molt fàcil, però les seves expectatives no es compliren. Fins i tot a ciutats relativament poc importants com Pelúsion i Bilbeis els musulmans es trobaren amb una forta resistència. El setge de Pelúsion havia durat dos mesos, mentre que Bilbeis havia resistit un mes. Ambdues batalles eren el preludi del setge de Babilònia, que era una ciutat més important, on s'esperava una resistència més gran. Després de la caiguda de Bilbeis els musulmans avançaren cap a Babilònia, situada prop del Caire actual, i hi arribaren durant el maig del 640. Babilònia era una ciutat fortificada, amb murades d'uns 18m d'alçada i 2 metres d'amplada, reforçada amb nombroses torres i bastions. A més, els romans s'havien preparat per al setge: havien cavat un fossat a l'exterior de la ciutat, i un gran exèrcit s'havia situat entre el fossat i les murades de la ciutat. L'exèrcit musulmà, d'uns 4.000 homes, atacà les forces romanes, però durant els dos mesos següents els romans repel·liren tots els assalts.
Durant el maig del 640, Amr envià un destacament a atacar la ciutat d'el Faium, però els romans ho havien previst i reforçaren la vigilància en els camins que s'hi dirigien. També reforçaren les defenses de la ciutat propera de Lahun. Quan els àrabs hi arribaren veieren que el setge de Faium seria massa difícil, i es dirigiren cap al desert de Líbia, on saquejaren tot el ramat que pogueren. Després es dirigiren cap a Oxirrinc i l'ocuparen. Seguidament tornaren cap al Baix Egipte, seguint el curs del Nil.

#### Reforços de Medina
Al juliol, Amr demanà reforços al califa, però el primer destacament, de 4.000 soldats, ja havia sortit cap a Egipte. L'exèrcit estava format principalment per veterans de la campanya de Síria. Fins i tot amb aquest nou exèrcit, la fortalesa no es va rendir. A l'agost, el califa Úmar acabà de preparar una nova força de 4.000 soldats d'elit, formada per quatre columnes. El cabdill era el famós guerrer Az-Zubayr ibn al-Awwam, veterà de la batalla del Yarmuk, i que havia format part d'una força d'elit de cavalleria sota la direcció de Khàlid ibn al-Walid. Úmar li havia ofert també d'ésser governador d'Egipte, però Zubayr ho refusà. Altres líders del nou exèrcit de reforç eren al-Miqdad ibn Amr, Ubayda ibn as-Sàmit i Kharija ibn Hudhayfa. Aquest exèrcit arribà a Babilònia durant el setembre del 640. La força combinada estava formada per uns 12.000 soldats.

#### Batalla d'Heliòpolis
Heliòpolis es trobava a uns 16 km de Babilònia. Era la ciutat del temple del Sol dels faraons, i era famosa pels seus monuments i institucions d'ensenyament. Per evitar un possible atac romà des d'Heliòpolis, l'exèrcit d'Amr atacà la ciutat. Un primer combat de la cavalleria, prop de l'actual barri de Abbaseya, malgrat que no fou decisiu, resultà en l'ocupació una fortalesa situada entre els barris actuals de Abdyn i Azbakeya. Les forces romanes, derrotades, es replegaren a les fortaleses de Babilònia i Nikiû. Per un lloc desprotegit de les murades d'Heliòpolis, Zubayr i alguns dels seus millors soldats les escalaren (de manera similar al que havia fet Khàlid ibn al-Walid al setge de Damasc l'any 634), i després de derrotar els guardes, obriren les portes a l'exèrcit principal. Així, Heliòpolis fou conquerida pels musulmans, i Amr tornà a Babilònia.

#### Ocupació del Faium i Babilònia
Quan la notícia de la victòria musulmana a Heliòpolis arribà a el Faium, la guarnició romana de la ciutat l'evacuà durant la nit i fugí cap a Abuit. Des d'allà, baixaren pel Nil cap a Nikiu, sense avisar els egipcis que els abandonaven en mans de l'enemic. Quan les notícies arribaren al campament àrab, Amr envià un destacament a l'altra banda del Nil per tal que envaïssin Faium i Abuit, conquerint així tota la província de Faium sense resistència per part dels romans.
La guarnició romana de Babilònia s'envalentí i començà a atacar l'exèrcit musulmà, sense gaire èxit. Encara no hi havia gaire baixes en cap dels dos bàndols, fins que els cabdills musulmans idearen una nova estratègia, encerclant els romans en una de les seves sortides. Malgrat que pogueren recular cap a la fortalesa, la gran quantitat de baixes impedí nous atacs i els obligà a iniciar negociacions amb els àrabs. El general romà Teodor traslladà les seves bases a l'illa de Rauda, mentre Cir d'Alexandria, conegut popularment com a “Muqawqis” en la història musulmana, inicià les negociacions amb els musulmans, sense èxit. També s'intercanviaren emissaris entre Teodor i Amr, que s'arribaren a trobar en persona. Finalment, els musulmans assaltaren la fortalesa la nit del 20 de desembre: un grup de soldats, dirigits per Zubayr, escalà les muralles i obrí les portes des de l'interior. D'aquesta manera, la ciutat de Babilònia caigué en mans de l'exèrcit d'Amr el 21 de desembre del 641. Així i tot, el general Teodor i el seu exèrcit pogueren fugir durant la nit cap a l'illa de Rauda.

### Rendició de la Tebaida
El 22 de desembre, Cir d'Alexandria finalment pactà amb els musulmans. Al tractat es reconeixia la sobirania àrab sobre tot Egipte i, de manera efectiva, sobre la Tebaida, i els egipcis s'avenien a pagar la jizya. El tractat l'havia de sancionar l'emperador Heracli, però Cir estipulà que fins i tot si l'emperador refusava el tractat, ell i els coptes, dels quals era el patriarca, el complirien. Cir envià un informe a Heracli i li demanà la seva aprovació dels termes del tractat, oferint raons per justificar l'acceptació de l'acord. Amr envià un informe detallat al califa Úmar, per demanar-li instruccions. Úmar respongué que estava d'acord amb els termes del tractat, sempre que Heracli s'avingués. També volia ser informat de la reacció d'Heracli, per tal de poder enviar noves instruccions ràpidament.
Heracli reaccionà violentament a l'informe de Cir: el destituí del seu càrrec de governador d'Egipte, però es mantingué com a cap de l'església copta, on l'emperador no podria interferir. Heracli envià ordres al cap de les forces romanes a Egipte per tal que n'expulsessin els musulmans. Després de la resposta, Cir assegurà a Amr que, malgrat que la reacció de l'emperador, els coptes respectarien el tractat. Amr ho comunicà a Úmar, que ordenà que abans que els romans es reagrupessin, les forces musulmanes els havien d'atacar i expulsar d'Alexandria. A la vegada, Cir demanà tres favors als musulmans:
1. No trenqueu el vostre tractat amb els coptes.
2. Si els romans demanen la pau, no els l'heu de concedir, i els heu de tractar com a captius i esclaus.
3. Quan mori, permeteu que em sepultin a l'església de Sant Joan d'Alexandria.[9][29]

Aquesta posició era molt avantatjosa pels musulmans, ja que els coptes eren els nadius d'Egipte, i tant romans com musulmans eren estrangers. Malgrat que alguns coptes, per qüestions personals, continuaren donant suport als romans, la majoria s'havia decantat pels musulmans. Els coptes teòricament no havien de lluitar en contra dels romans, però ajudaren els musulmans en l'aspecte logístic.

### Marxa cap a Alexandria

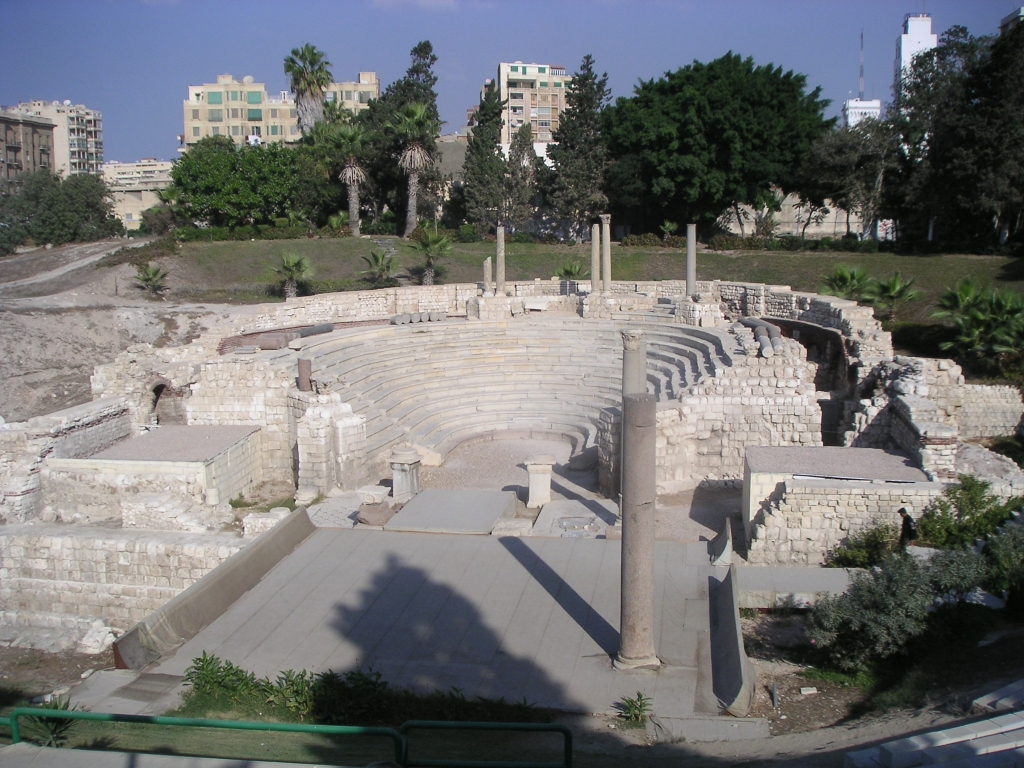
Teatres romans a Alexandria.

Els líders romans sabien que el proper objectiu dels musulmans seria Alexandria, i per això es prepararen per resistir el setge. La seva estratègia era mantenir-los allunyats d'Alexandria mitjançant la destrucció de les seves forces amb atacs continus. Si això no els mantenia lluny de la ciutat, almenys tindrien baixes i la seva moral es ressentiria: seria més una qüestió de paciència que de força. Al febrer del 641, Amr partí cap a Alexandria des de Babilònia al capdavant del seu exèrcit.
Al tercer dia de marxa, l'avantguarda de l'exèrcit musulmà es topà amb el destacament de Tarnut, situada al marge occidental del Nil. Els romans no pogueren produir-los grans baixes, però els feren perdre un dia de marxa. Després d'això, els líders àrabs decidiren aturar el cos principal de l'exèrcit a Tarnut i enviar la cavalleria per eliminar els possibles destacaments romans, per tal de poder arribar a Alexandria al més aviat possible. A uns 30 km de Tarnut, la guarnició que s'havia hagut de retirar s'uní al batalló que es trobava a Shareek, per tal de poder atacar els musulmans amb més garanties. Després atacaren amb èxit la cavalleria musulmana.
L'endemà, abans que els romans poguessin atacar les restes de l'avantguarda musulmana, hi arribà el cos principal de l'exèrcit, i els romans s'hagueren de retirar. A partir d'aquest fet, els musulmans decidiren no tornar a enviar cap avançada, de manera que tot l'exèrcit es posaria en marxa l'endemà.
Els musulmans arribaren a Sulteis, a dos dies de marxa d'Alexandria, on trobaren una guarnició romana. Després d'una forta resistència, els romans s'hagueren de retirar cap a Alexandria. Els musulmans descansaren un dia a Sulteis. L'endemà, les forces musulmanes arribaren a Kirayun, a uns 20 km d'Alexandria. Allà l'avanç musulmà fou interceptat per un exèrcit romà d'uns 20,000 homes. L'estratègia romana era que els musulmans serien derrotats abans d'arribar a la ciutat, o que en arribar-hi serien massa febles. Els dos exèrcits lluitaren, però cap dels dos bàndols no obtingué una victòria clara. Durant 10 dies es mantingué la indefinició, fins que els musulmans començaren un atac vigorós. Els romans foren finalment derrotats i s'hagueren de retirar cap a Alexandria. El camí d'Alexandria es trobava ja sense obstacles, i l'exèrcit musulmà arribà als afores d'Alexandria al març del 641.

### Conquesta d'Alexandria i caiguda d'Egipte
Els musulmans començaren el setge d'Alexandria al març de l'any 641. La ciutat estava ben fortificada, i no hi havia manca de provisions. A més, la ciutat tenia accés directe al mar, per on podien arribar ajuda i provisions des de Constantinoble. Quan Amr analitzà la situació militar de la ciutat, veié que seria difícil conquerir-la. Els romans estaven preparats per oferir resistència, i muntaren catapultes sobre les murades per tirar pedres a l'exèrcit enemic. Això causà grans baixes entre els musulmans, i Amr ordenà la retirada de les tropes per tal de restar fora del rang de les catapultes. Quan els musulmans s'intentaven apropar a les murades, eren rebuts amb projectils, però quan els romans sortien de la fortalesa, eren vençuts i repel·lits pels musulmans.
Heracli, l'emperador romà, reuní un gran exèrcit a Constantinoble per tal de marxar cap a Egipte personalment, però morí abans de poder finalitzar els preparatius. Les tropes es dispersaren, i l'ajuda no arribà a Alexandria. Això encara desmoralitzà més els romans. Al cap de sis mesos de setge, el califa Úmar s'impacientà. En una carta adreçada a Amr, el califa li exposà la seva preocupació per l'endarreriment en la conquesta d'Egipte. A més, nomenà Ubaidah com a nou líder de les tropes, i li ordenà l'assalt de la ciutat. L'assalt fou victoriós, i finalment Alexandria fou conquerida pels musulmans al setembre del 641. Milers de soldats romans foren morts o capturats, mentre altres aconseguiren fugir cap a Constantinoble en els vaixells que quedaven al port, juntament amb alguns mercaders.
Per part dels egipcis, Cir d'Alexandria demanà la pau, i el seu clam fou escoltat. Després de la conquesta d'Egipte, Amr va escriure al califa Úmar:
| « | "Hem conquerit Alexandria. En aquesta ciutat hi ha 4.000 palaus, 400 llocs d'esbarjo i riquesa inimaginable. " | » |

La pèrdua definitiva d'Egipte deixà l'Imperi Romà d'Orient sense una de les seves fonts principals d'aliments i diners. Aquesta pèrdua d'Egipte i Síria, seguida després per la invasió de l'Exarcat d'Àfrica, comportà que el Mediterrani, que fins aleshores es podia considerar un “mar romà”, es dividia ara entre dos poders: el califat musulmà i l'Imperi Romà d'Orient. En aquests esdeveniments, l'Imperi Romà d'Orient, malgrat les grans pèrdues que patí, pogué mantenir Anatòlia, mentre que les fortes muralles de Constantinoble, durant els dos grans setges àrabs, salvaren l'imperi de seguir el mateix destí que l'imperi persa.
L'any 645, l'Imperi Romà d'Orient intentà reconquerir Alexandria, però finalment Amr la tornà a ocupar l'any 646. L'any 654, la flota enviada per Constant II fou vençuda en la batalla dels Pals. A partir d'aquest fet, no es produí cap altre intent seriós per recuperar Egipte per l'Imperi Romà d'Orient.

## Invasió de Núbia
Núbia es troba al sud d'Egipte. S'estén des d'Assuan fins a Khartum i des de la mar Roja fins al desert líbic. Els nubians eren cristians, i la capital del seu regne era Dongola. A l'estiu del 643, Amr ibn al-As envià una expedició a Núbia dirigida pel seu cosí Uqba ibn Nafi, per tal de sondejar el terreny i mostrar als seus veïns el poder del nou règim egipci. Uqba ibn Nafi, que més endavant tindria un gran paper en l'expansió del Califat fins a l'Atlàntic, no va tenir gaire èxit a Núbia. No es va lluitar cap gran batalla, sinó que només es produïren petits combats i escaramusses, en els quals els nubians excel·lien.
Els nubians eren molt ràpids. La cavalleria musulmana era famosa per la seva velocitat i mobilitat, però no foren rivals per la cavalleria nubiana, que els atacava i es retirava abans que els musulmans poguessin reaccionar. Uqba informà Amr de la seva situació. Li digué que els nubians havien evitat d'entrar en batalla, i que les seves tàctiques guerrilleres els havien infligit moltes baixes. També l'informà de la pobresa general de Núbia, per la qual cosa no valia la pena esmerçar-hi gaires esforços. Després d'això, Amr ordenà al seu cosí la retirada dels exèrcits musulmans de Núbia.

## Conquesta del nord d'Àfrica
Després de l'atac preventiu contra Núbia al sud Amr va decidir dur a terme campanyes a l'oest, per tal d'assegurar les fronteres occidentals d'Egipte i netejar la regió de Cirenaica, Tripolitània i Fezzan de la influència romana. En algun moment al setembre de 642, Amr va conduir les seves tropes a l'oest. Després d'un mes, les forces musulmanes van arribar a la ciutat de Cirene. Des de Burqa, Uqba ibn Nafi va ser enviat al capdavant d'una columna per dur a terme una campanya contra Fezzan. Uqba va atacar Zaweela, la capital de Fezzan. No li va oferir resistència, i tot el districte de Fezzan, avui dia el nord-oest de Líbia, passà als musulmans. Uqba després va tornar a Barka. Poc després l'exèrcit musulmà van anar cap a l'oest des de Burga. Van arribar a Trípoli la primavera del 643 i van assetjar la ciutat. La ciutat va caure després d'un setge d'un mes. Des de Trípoli, Amr va enviar un destacament a Sabratha, una ciutat a quaranta milles de Trípoli. La ciutat oposà resistència feble, i aviat es va rendir i va acceptar pagar la jizya. Des de Trípoli, Amr s'informà que s'han escrit al califa dels detalls de les operacions en les següents paraules:
| « | Hem conquerit Burqa, Trípoli i Sabratha. El camí cap a l'oest és clar, i si el Comandant dels Fidels desitja conquerir més terres, podríem fer-ho amb la gràcia de Déu. | » |

Úmar, els exèrcits del qual ja havien iniciat una campanya massiva de conquerir l'Imperi Sassànida no volia dedicar més esforços al llarg del nord d'Àfrica, quan el domini musulmà a Egipte era encara insegur. El califa, en conseqüència, va desaprovar qualsevol altre avenç i va ordenar a Amr consolidar primer la posició dels musulmans a Egipte, i va donar ordres estrictes que no hi hauria més campanyes. Amr va obeir, va abandonar Trípoli i Burca i tornar a Fustat cap a final de l'any 643. El domini àrab sobre Cirenaica i Zawila a l'extrem sud va romandre ferm durant dècades, excepte per una curta ocupació romana d'Orient l'any 690, però Trípoli va ser reconquistada pels romans d'Orient pocs anys després de l'entrada d'Amr.

## Actitud dels egipcis cap als musulmans invasors
| « | Els musulmans van ser assistits per alguns coptes, que ressentien les persecucions dels romans, i alguns d'ells es va tornar cap a l'islam. Altres es van posar del costat dels romans, amb l'esperança que seria una defensa contra els invasors àrabs. | » |

A canvi d'un tribut de diners i aliments per les tropes d'ocupació, els habitants cristians d'Egipte van ser excusats del servei militar i van deixar lliure en l'observança de la seva religió i l'administració dels seus assumptes. Aquest sistema era una institució nova, com un mandat d'una religió. No obstant això, va ser adoptat com a institució pels musulmans des dels anteriors sistemes electorals d'impostos a l'antic Orient Mitjà. De fet, els egipcis hi havien estat sotmesos com a no-romans durant la dominació romana abans de l'adopció del cristianisme per l'estat romà. Després d'això, tots els ciutadans no cristians de l'Imperi Romà havien de pagar, inclosos els no cristians egipcis. Els perses també tenien un sistema d'impost similar.
Un cop conquerida Alexandria, el general romà de Maskaram, Teodor i totes les seves tropes i oficials, es va dirigir a l'illa de Xipre, i van abandonar la ciutat d'Alexandria. Llavors Amr, el comandant musulmà, va fer la seva entrada a la ciutat d'Alexandria. Els habitants el van rebre amb respecte, perquè estaven en gran tribulació i aflicció. Amr va cobrar els impostos que havien estat determinats, però no va prendre cap dels béns de les esglésies, ni va cometre cap acte d'espoliació o saqueig.

## Egipte sota la llei musulmana

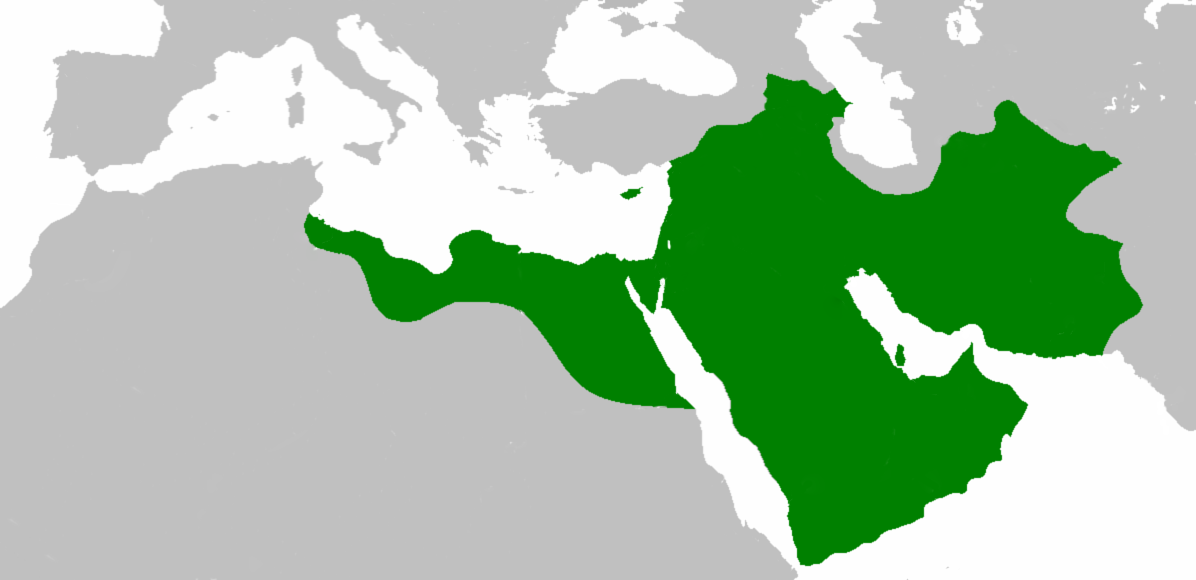
Imperi Rashidun en el seu apogeu sota Rashidun tercer califa, Uthman-654
Fortaleses del califat Rashidun

Abd-Al·lah ibn Sad fou nomenat governador d'Egipte pel seu germanastre, el califa Uthman ibn Affan, en substitució del semiindependent Amr ibn al-'As, i va crear una flota a Alexandria juntament amb la dels ports de Síria.
Els musulmans van guanyar el control sobre Egipte a causa d'una varietat de factors, incloent-hi la política interna romana, el zel religiós i la dificultat de mantenir un gran imperi.

### Fustat, la nova capital
Amb la caiguda d'Alexandria, que aleshores era la capital del país, als musulmans es convertiren en els amos d'Egipte. Quan Alexandria va ser capturada pels musulmans, les cases abandonades pels romans van ser ocupades pels conqueridors. Els musulmans estaven impressionats i atrets per Alexandria, «la reina de les ciutats». Amr desitjava que Alexandria seguís sent la capital de l'Egipte musulmà. Per això va escriure al califa Úmar per demanar el seu permís per fer-ho, però Úmar va rebutjar la proposta argumentant que Alexandria era una ciutat marítima i sempre hi hauria el perill dels atacs navals romans.
Va suggerir que la capital s'havia d'establir terra endins, en un lloc central, on la massa d'aigua s'interposava entre ell i Aràbia. Segons el tractat amb Cir d'Alexandria, la riquesa dels egipcis a Alexandria es va salvar i la dels romans i els grecs va ser presa com a botí. Als ciutadans grecs se'ls dona a triar entre tornar als territoris grecs de manera segura sense la seva riquesa, o romandre a Alexandria i pagar la jizya. Alguns van optar per quedar-s'hi, mentre que altres van anar a terres romanes d'Orient.
Amr seguidament va procedir a triar un lloc adequat per a la capital d'Egipte. La seva elecció va recaure en el lloc on havia fixat la seva tenda en el moment de la batalla de Babilònia. La seva tenda s'havia fixat al voltant d'un quart de milla a l'est del nord de la fortalesa. S'ha informat que quan ja havia acabat la batalla, i l'exèrcit estava a punt de marxar cap a Alexandria, els homes van començar a baixar la carpa i el paquet per al viatge, quan es va descobrir que un colom havia niat a la part superior de la tenda i hi havia post. Amr va ordenar que la tenda romangués on era. L'exèrcit va marxar lluny, però la tenda va quedar muntada a la plana de Babilònia. En aquest episodi inusual, Amr hi va veure un senyal del cel. Va decidir: «on el colom va fer el seu niu, deixa que les persones construeixen la seva ciutat». Així la tenda d'Amr seria el punt focal de la ciutat, que es va anomenar Fustat, que en àrab significa la carpa. La primera estructura que es va construir va ser la mesquita, que més tard es conegué com la mesquita d'Amr. La ciutat de Fustat va ser construïda a l'est de Babilònia. Amb el pas del temps, Fustat es va ampliar per incloure l'antiga ciutat de Babilònia, i es convertí en una ciutat bulliciosa i en el centre comercial d'Egipte.

### Les reformes del califa Úmar
Per consolidar el seu govern a Egipte, Úmar imposà només la jizya als egipcis. No obstant això, a finals dels omeies implantaren uns impostos molt més elevats als egipcis.
Amb permís d'Úmar, Amr ibn al-As va decidir construir un canal per unir-se el Nil amb el mar Roig, el qual ajudaria amb el comerç amb Aràbia amb una nova ruta comercial. A més obriria nous mercats per als comerciants egipcis i obriria per a ells una via fàcil per als mercats d'Aràbia i l'Iraq. Aquest projecte es va presentar al califa Úmar i el va aprovar. Va ser nomenat Nahar amir al-muminín, és a dir, Canal del príncep dels creients en referència al títol del califa Úmar.
Amr va proposar un altre projecte, cavar un canal que unís el mar Roig i el mar Mediterrani. El projecte va ser novament enviat a Úmar, per a la seva aprovació, però Úmar ho van veure com una amenaça a la seguretat nacional i el va rebutjar basant-se en el fet que obriria un camí per a la marina romana d'Orient per entrar al mar Roig a través d'aquest canal, cosa que representaria una amenaça per a la capital, Medina. Aquest projecte, però es va completar en la forma del que avui es coneix com el canal de Suez 1.300 anys més tard. Cada any, el califa destinà una gran part de jizya en la construcció i reparació de canals i ponts. Els àrabs van mantenir el control del país a partir d'aquest punt fins a 1250, quan va caure sota el control dels mamelucs.